# Chumash

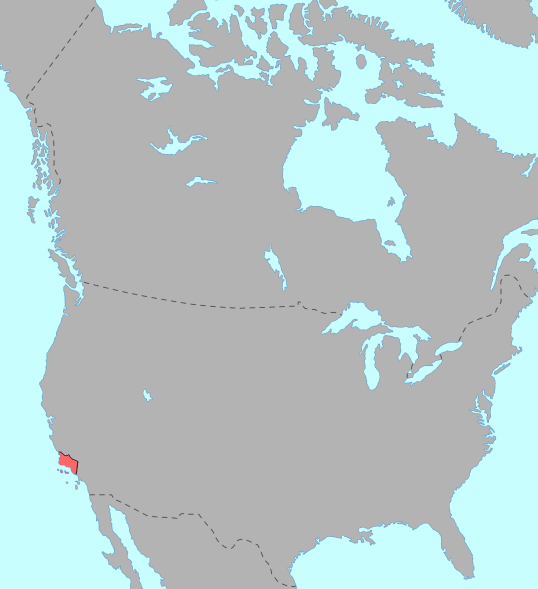
La distribuzione dei chumash all'arrivo degli europei

I chumash sono una tribù di nativi americani stanziati nelle zone costiere della California centrale. Vivono in territori oggi occupati dalle contee di San Luis Opispo, Santa Barbara e Los Angeles. Alcuni luoghi prendono il nome da alcuni termini della lingua chumash come Lompoc, Malibu, Ojai, Pismo Beach, Point Mugui, Pin, Lago Castaic e Simi Valley.

## Lingua
I chumash parlano una lingua uto-azteca detta lingua chumash; oggi parlata solo da pochi ma alcuni vogliono reintrodurla nella lingua parlata.

## Storia
Le ricerche archeologiche indicano che i chumash arrivarono dal canale di Santa Barbara e vissero in California per millenni, si stabilirono in alcuni insediamenti già 10.000 anni fa. Appartenevano alla cultura Folsom, diffusa in California già dal 12.000 a.C. I chumash vennero probabilmente visitati dai polinesiani tra il V secolo e il IX secolo a.C., quasi 1000 anni prima di Cristoforo Colombo.
Entrarono in contatto per la prima volta con gli europei il 10 ottobre 1542 quando vennero in contatto con la spedizione guidata da Juan Rodríguez Cabrillo. Cabrillo morì all'inizio del 1543, ma i suoi uomini furono in grado di riportare i suoi diari dove viene accennata la presenza di un villaggio chumash chiamato Mikiw. Nell'aprile del 1769 Gaspar de Poltola e Juniper Serra fondarono la prima missione nel territorio della tribù. Nel 1848, con il trattato di Guadalupe Hidalgo, la California venne ceduta agli Stati Uniti.

## Cultura

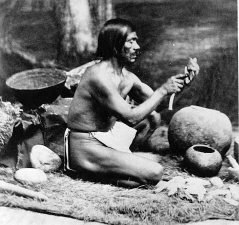
Rafael, un chumash che nel XIX secolo ha condiviso con alcuni antropologi la cultura del suo popolo

I chumash erano cacciatori e agricoltori, ma erano abili anche nella pesca. Questa tribù è una delle poche che navigarono nell'oceano Pacifico. Le loro imbarcazioni erano dette tomols ed erano piccole e strette. I chumash dipingevano anche sulla roccia dipinti raffiguranti l'astronomia.
Alcuni oggetti di artigianato sono ora esposti allo Smithsonian Institution di Washington, al Musée de l'Homme di Parigi e al Museo di storia naturale di Santa Barbara.